# Armand Alexandre de Castagny
Armand Alexandre de Castagny fue un general francés, nacido el 30 de noviembre de 1807 en Vannes (Morbihan) y fallecido el 13 de noviembre de 1900 en Belle-Ille-en-Mer (Morbihan).

## Carrera militar

### Primera etapa en Europa
Como teniente, Armand Alexandre de Castagny estuvo en el sitio de Amberes en 1832; después sirvió en Argelia.
Bajo el Segundo Imperio, participó en todas las Guerras Napoleónicas. Al principio de la guerra de Crimea, fue coronel del séptimo batallón de infantería ligera y se distinguió durante el asalto del Mamelón Verde en Crimea y en la Batalla de Malakoff. Su coraje lo hizo acreedor de numerosas distinciones y condecoraciones.
General de brigada en Italia, se le confió el segundo regimiento de los zuavos y la Legión Extranjera, destacando particularmente durante la batalla de Magenta donde el general Charles Marie Espinasse murió a su lado.

### En México
En México participó en el sitio de Puebla. También marchó hacia Monterrey y, a través de la Sierra Madre, hacia Mazatlán. Convertido en general de división (1864), fue nombrado Gran Comandante del Noroeste por el emperador Maximiliano I de México, y fue enviado en calidad de "tropa perdida" hacia Sonora y Sinaloa. Castagny practicó la contraguerrilla, y fue obligado a una represión severa en contra de los bandidos locales. Incendió la ciudad sinaloense de San Sebastián e hizo fusilar al rebelde Nicolás Romero y a sus compañeros. En su afán de dejar sin partidarios y recursos a la guerrilla de Ramón Corona, destruyó numerosos poblados y rancherías sospechosos de haber colaborado con él, sin perdonar a mujeres, niños o ancianos.

### Segunda etapa en Europa
En 1870, Castagny obtuvo el mando de una división del Tercer Batallón del ejército francés. En Forbach, en medio de los errores de Frossard y de la inacción de Bazaine, Castagny intenta en vano rescatar el Segundo Batallón. Cercado en Metz con el ejército del Rin, es gravemente herido y capturado en la batalla de Borny.
Después de recobrar su libertad, Castagny desempeña en 1872 en la segunda sección del Estado Mayor, para retirarse en 1878. Se retira primeramente a la región de Nantes y después a París, antes de acabar sus días, solo, en un cuarto de hotel de Belle-Île-en-Mer.

## Muerte
Castagny murió en 1900 en su cama a la edad de 93 años, después de haber recorrido durante 43 años todos los teatros de operación de la Monarquía de Julio y del Segundo Imperio.

## Distinciones francesas y extranjeras
- Caballero de la Orden de la Legión de Honor (21 de octubre de 1838); Oficial (11 de abril de 1850), Comandante (12 de junio de 1856); Gran Oficial (15 de agosto de 1860).
- Medalla conmemorativa de la campaña de Italia (18 de octubre de 1859).
- Medalla conmemorativa de la expedición de México (21 de abril de 1864).

- Caballero-adjunto de la Orden del Baño (26 de abril de 1856)
- Medalla de Crimea (31 de diciembre de 1856)
- Comandante de la Orden del Médjidié (marzo de 1856)
- Medalla al Valor Militar de Cerdeña	(15 de enero de 1857)
- Comandante de la Orden de los Santos Mauricio y Lázaro de Italia (29 de febrero de 1860)
- Gran Cruz de la Orden de Guadalupe (10 de abril de 1866)